# Liste von Liedern über Stuttgart
Die Liste von Liedern über Stuttgart umfasst Lieder mit eindeutigem Bezug zu Stuttgart und Umgebung.

## 19. Jahrhundert
- Volkslied – Auf de schwäbsche Eisebahne

## 1950er/60er Jahre
- Willy Reichert – Dront am Neckar stoht a Bänkle / Auf der Feuerbacher Heide

## 1980er Jahre
- 1980: Normahl – Stuttgart Stammheim
- 1981: Ätzer 81 – Stuttgart Kaputtgart / Punks in Stuttgart[1]
- 1982: Chaos Z – Stuttgart über alles

## 1990er Jahre
- 1996: Massive Töne (feat. Afrob & Maximilian) – Mutterstadt
- 1996: Massive Töne (feat. Afrob, Max & Emil) – Schoß der Kolchose
- 1997: Thomas D – Killesberg Baby
- 1999: Freundeskreis – Esperanto
- 1999: Freundeskreis feat. Massive Töne & Afrob – Pulsschlag
- 1999: Freundeskreis feat. Samy Deluxe – Eimsbusch bis 0711
- 1999: DJ Thomilla – Stuggi Nights / Midnightsession
- 1999: WTZ – Stuttgart

## 2000er Jahre
- 2002: Massive Töne – Mutterstadt II
- 2004: Max Herre feat. Joy Denalane – 1ste Liebe[2]
- 2004: Die Fantastischen Vier – Bring it back
- 2004: Die Lunikoff Verschwörung – Stuttgart-Stammheim-Blues

## 2010er Jahre
- 2013: MC Bruddaal – Du bisch mei number one
- 2016: Antiheld – Kellerclub[3]
- 2017: Antiheld – Wenn die Welt brennt
- 2018: Schmutzki – Mehr Rotz als Verstand

## 2020er Jahre
- 2021: Tristan Brusch – Das Leben ist so schön